# Tregua de Vaucelles

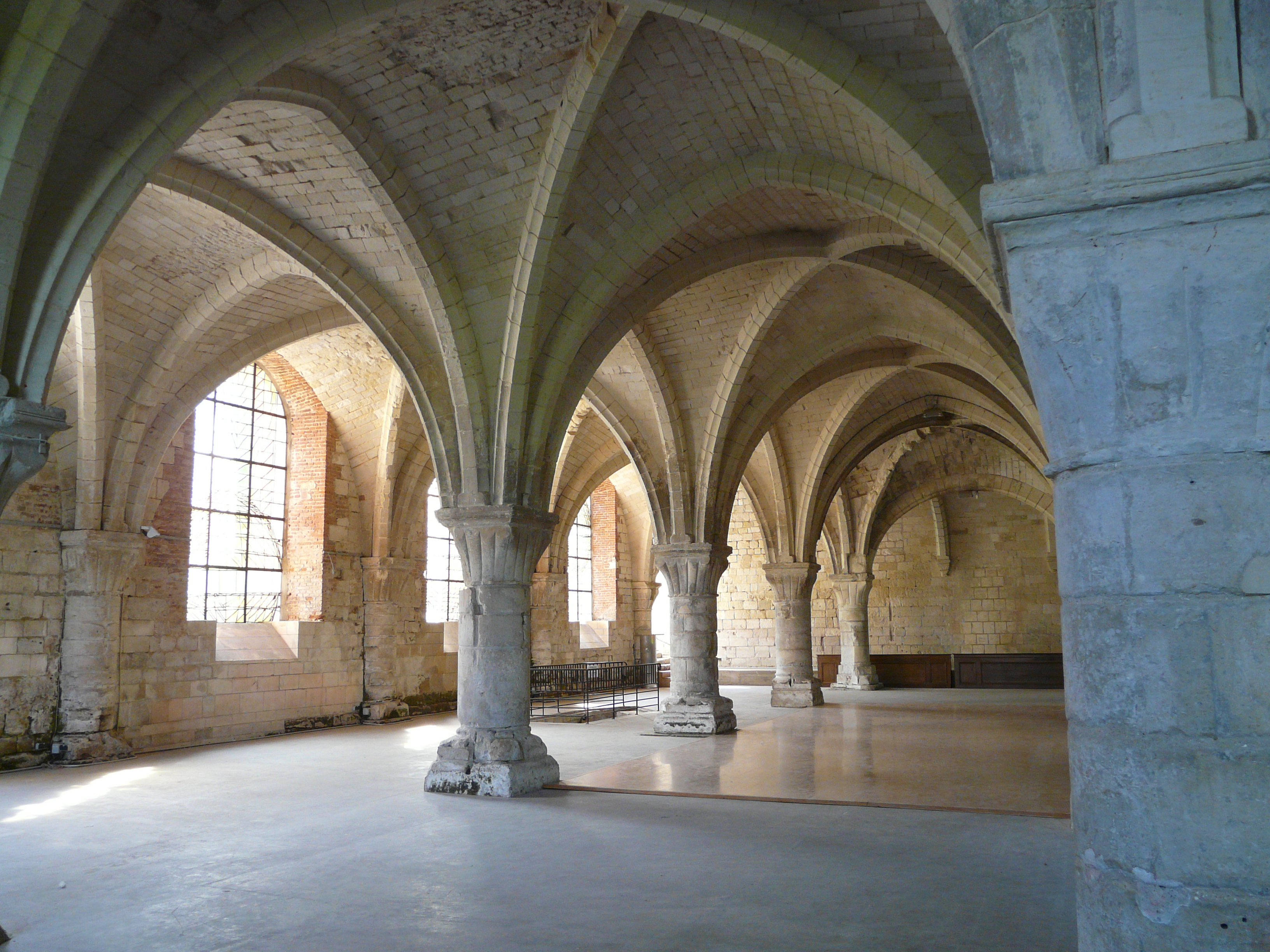
Sala capitular de la Abadía de Vaucelles

La tregua de Vaucelles es un tratado firmado el 5 de febrero de 1556 en la abadía de Vaucelles (Les Rues-des-Vignes), en el valle del Escalda, entre Enrique II de Francia  y Carlos V del Sacro Imperio Romano Germánico. La negociación ocurrió entre diciembre de 1555 y febrero de 1556.

## La tregua
Carlos V, que preparaba su abdicación (ésta tuvo lugar el 25 de octubre de 1555), buscaba la paz, mientras que estaba en guerra con Francia, ya que ésta había hecho alianza con los príncipes protestantes alemanes por el tratado de Chambord en 1552. A tal efecto, concluyó una tregua de cinco años en Vaucelles: este tratado permitía mantener las nuevas posesiones francesas (los Tres Obispados, numerosos baluartes entre Luxemburgo (Damvilliers) y Flandes (Mariemburg), así como diversas plazas en el Piamonte, el centro de Italia y en Córcega.
Esta tregua se rompió en octubre de 1556. De hecho, Pablo IV, violentamente anti-Habsburgo, trató de relanzar el conflicto prometiendo a los franceses el reino de Nápoles. Estas maquinaciones, así como las de su legado, su propio sobrino Carlo Caraffa, llevaron a los Imperiales dirigidos por Fernando Álvarez de Toledo y Pimentel Virrey de Nápoles a invadir los Estados Pontificios. Enrique II envió inmediatamente a Italia un ejército conducido por el duque de Guisa. Después de una serie de victorias, Guisa se posta frente a la fortaleza de Civitella del Tronto, en el reino de Nápoles: fracasado el asedio y derrotados los franceses en San Quintín en agosto, tuvo que abandonar su campaña, y regresar a Francia en septiembre de 1557 llamado por Enrique II de Francia con el objetivo de reconquistar Calais, mientras que el papa finalmente había llegado a un entendimiento con Felipe II de España. A pesar de algunos éxitos franceses en 1558, como la toma de Calais (posesión inglesa) el 8 de enero y Thionville el 23 de junio. Una nueva derrota francesa en Gravelinas les obligó a firmar la Paz de Cateau Cambresis.